# Ꙟ

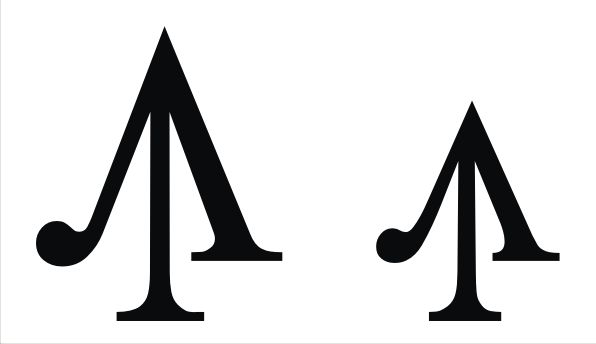
Darstellung des kyrillischen Buchstaben În

Das Ꙟ, ꙟ [ɨn] ist ein altkyrillischer Buchstabe, der im früheren rumänisch-kyrillischen Alphabet verwendet wurde.

## Transkription und andere Darstellung
- Im modernen kyrillischen Alphabet dient die Kombination ын als Ersatz.
- In der lateinischen Transkription wird in Rumänien die Buchstabenkombination în verwendet, ansonsten als in, seltener als yn transliteriert.
- Zur Ersatzdarstellung bei kyrillischer Schreibweise diente auch ein Pfeil (↑).

## Zeichenkodierung
Im Unicode 5.0 (Erweitertes Kyrillsch B-Block) kodiert unter U+A65E (Großbuchstabe) und U+A65F (Kleinbuchstabe). Im Code2000 beispielsweise ist dieser Buchstabe enthalten.
| Standard  | Standard    | Majuskel Ꙟ                 | Minuskel ꙟ               |
| --------- | ----------- | -------------------------- | ------------------------ |
| Unicode   | Codepoint   | U+A65E                     | U+A65F                   |
| Unicode   | Name        | CYRILLIC CAPITAL LETTER YN | CYRILLIC SMALL LETTER YN |
| UTF-8     | UTF-8       | EA 99 9E                   | EA 99 9F                 |
| XML/XHTML | dezimal     | &#42590;                   | &#42591;                 |
| XML/XHTML | hexadezimal | &#xA65E;                   | &#xA65F;                 |